# Cedars/Chu Tigre
Cedars/Chu Tigre es una localidad de Santa Lucía, que forma parte del distrito de Choiseul.